# 1971-es atlétikai Európa-bajnokság
Az 1971-es atlétikai Európa-bajnokságot augusztus 10. és augusztus 15. között rendezték Helsinkiben, Finnországban. Az Eb-n 38 versenyszám volt.

## A magyar sportolók eredményei
Magyarország az Európa-bajnokságon 42 sportolóval képviseltette magát.
Érmesek
| Érem  | Versenyző      | Versenyszám   | Dátum         |
| ----- | -------------- | ------------- | ------------- |
| Ezüst | Balogh Györgyi | 200 m         | augusztus 12. |
| Bronz | Fejér Géza     | Diszkoszvetés | augusztus 15. |

## Éremtáblázat
(A táblázatban a rendező nemzet és Magyarország eltérő háttérszínnel kiemelve.)
| Helyezés | Nemzet         | Arany | Ezüst | Bronz | Összesen |
| 1.       | NDK            | 13    | 13    | 7     | 33       |
| 2.       | Szovjetunió    | 9     | 3     | 8     | 20       |
| 3.       | NSZK           | 4     | 7     | 5     | 16       |
| 4.       | Csehszlovákia  | 2     | 1     | 1     | 4        |
| 5.       | Franciaország  | 2     | 1     | 0     | 3        |
| 6.       | Finnország     | 2     | 0     | 0     | 2        |
| 7.       | Nagy-Britannia | 1     | 3     | 6     | 10       |
| 8.       | Lengyelország  | 1     | 3     | 5     | 9        |
| 9.       | Olaszország    | 1     | 1     | 3     | 5        |
| 10.      | Ausztria       | 1     | 0     | 0     | 1        |
| 10.      | Belgium        | 1     | 0     | 0     | 1        |
| 10.      | Jugoszlávia    | 1     | 0     | 0     | 1        |
| 13.      | Románia        | 0     | 2     | 1     | 3        |
| 14.      | Svédország     | 0     | 2     | 0     | 2        |
| 15.      | Magyarország   | 0     | 1     | 1     | 2        |
| 16.      | Svájc          | 0     | 1     | 0     | 1        |
| 17.      | Görögország    | 0     | 0     | 1     | 1        |
| Összesen | Összesen       | 38    | 38    | 38    | 114      |

## Érmesek

### Férfi
| Versenyszám     | Arany                                                                               | Arany     | Ezüst                                                                              | Ezüst     | Bronz                                                                                | Bronz     |
| --------------- | ----------------------------------------------------------------------------------- | --------- | ---------------------------------------------------------------------------------- | --------- | ------------------------------------------------------------------------------------ | --------- |
| 100 m           | Valerij Borzov · Szovjetunió                                                        | 10,26     | Gerhard Wucherer · NSZK                                                            | 10,48     | Vasilis Papageorgopoulos · Görögország                                               | 10,56     |
| 200 m           | Valerij Borzov · Szovjetunió                                                        | 20,30     | Franz-Peter Hofmeister · NSZK                                                      | 20,71     | Jörg Pfeifer · NDK                                                                   | 20,72     |
| 400 m           | David Jenkins · Nagy-Britannia                                                      | 45,45     | Marcello Fiasconaro · Olaszország                                                  | 45,49     | Jan Werner · Lengyelország                                                           | 45,56     |
| 800 m           | Yevgeniy Arzhanov · Szovjetunió                                                     | 1:45,60   | Dieter Fromm · NDK                                                                 | 1:46,00   | Andy Carter · Nagy-Britannia                                                         | 1:46,20   |
| 1500 m          | Francesco Arese · Olaszország                                                       | 3:38,40   | Henryk Szordykowski · Lengyelország                                                | 3:38,70   | Brendan Foster · Nagy-Britannia                                                      | 3:39,20   |
| 5000 m          | Juha Väätäinen · Finnország                                                         | 13:32,60  | Jean Wadoux · Franciaország                                                        | 13:33,60  | Harald Norpoth · NSZK                                                                | 13:33,80  |
| 10 000 m        | Juha Väätäinen · Finnország                                                         | 27:52,80  | Jürgen Haase · NDK                                                                 | 27:53,40  | Rashid Sharafetdinov · Szovjetunió                                                   | 27:56,40  |
| Maraton         | Karel Lismont · Belgium                                                             | 2:13:09   | Trevor Wright · Nagy-Britannia                                                     | 2:13:59   | Ron Hill · Nagy-Britannia                                                            | 2:14:34   |
| 20 km gyaloglás | Nikolay Smaga · Szovjetunió                                                         | 1:27:20   | Gerhard Sperling · NDK                                                             | 1:27:29   | Paul Nihill · Nagy-Britannia                                                         | 1:27:34   |
| 50 km gyaloglás | Veniamin Soldatenko · Szovjetunió                                                   | 4:02:22   | Christoph Höhne · NDK                                                              | 4:04:45   | Peter Selzer · NDK                                                                   | 4:06:11   |
| 110 m gát       | Frank Siebeck · NDK                                                                 | 14,00     | Alan Pascoe · Nagy-Britannia                                                       | 14,09     | Lubomír Nádeníček · Csehszlovákia                                                    | 14,30     |
| 400 m gát       | Jean-Claude Nallet · Franciaország                                                  | 49,20     | Christian Rudolph · NDK                                                            | 49,30     | Dimitri Stukalov · Szovjetunió                                                       | 50,00     |
| 3000 m akadály  | Jean-Paul Villain · Franciaország                                                   | 8:25,20   | Dušan Moravčík · Csehszlovákia                                                     | 8:26,20   | Pavel Sysoyev · Szovjetunió                                                          | 8:26,40   |
| 4x100 m váltó   | Csehszlovákia · Ladislav Kříž · Juraj Demeč · Jiří Kynos · Ludvík Bohman            | 39,30     | Lengyelország · Gerard Gramse · Tadeusz Cuch · Zenon Nowosz · Marian Dudziak       | 39,70     | Olaszország · Vincenzo Guerini · Pietro Mennea · Pasqualino Abeti · Ennio Preatoni   | 39,80     |
| 4x400 m váltó   | NSZK · Horst-Rüdiger Schlöske · Thomas Jordan · Martin Jellinghaus · Hermann Köhler | 3:02,90   | Lengyelország · Andrzej Badeński · Jan Balachowski · Waldemar Korycki · Jan Werner | 3:03,60   | Olaszország · Lorenzo Cellerino · Giacomo Puosi · Sergio Bello · Marcello Fiasconaro | 3:04,60   |
| Magasugrás      | Kęstutis Šapka · Szovjetunió                                                        | 220 cm    | Csaba Dosa · Románia                                                               | 220 cm    | Rustam Akhmetov · Szovjetunió                                                        | 220 cm    |
| Távolugrás      | Max Klauß · NDK                                                                     | 792 cm    | Igor Ter-Ovaneszjan · Szovjetunió                                                  | 791 cm    | Stanisław Szudrowicz · Lengyelország                                                 | 787 cm    |
| Rúdugrás        | Wolfgang Nordwig · NDK                                                              | 535 cm    | Kjell Isaksson · Svédország                                                        | 530 cm    | Renato Dionisi · Olaszország                                                         | 530 cm    |
| Hármasugrás     | Jörg Drehmel · NDK                                                                  | 17,16 m   | Viktor Saneyev · Szovjetunió                                                       | 17,10 m   | Carol Corbu · Románia                                                                | 16,87 m   |
| Gerelyhajítás   | Jānis Lūsis · Szovjetunió                                                           | 90,68 m   | Jānis Doniņš · Szovjetunió                                                         | 85,30 m   | Wolfgang Hanisch · NDK                                                               | 84,22 m   |
| Diszkoszvetés   | Ludvík Daněk · Csehszlovákia                                                        | 63,90 m   | Lothar Milde · NDK                                                                 | 61,62 m   | Fejér Géza · Magyarország                                                            | 61,54 m   |
| Súlylökés       | Hartmut Briesenick · NDK                                                            | 21,08 m   | Heinz-Joachim Rothenburg · NDK                                                     | 20,47 m   | Władysław Komar · Lengyelország                                                      | 20,04 m   |
| Kalapácsvetés   | Uwe Beyer · NSZK                                                                    | 72,36 m   | Reinhard Theimer · NDK                                                             | 71,80 m   | Anatoliy Bondarchuk · Szovjetunió                                                    | 71,40 m   |
| Tízpróba        | Joachim Kirst · NDK                                                                 | 8196 pont | Lennart Hedmark · Svédország                                                       | 8038 pont | Hans-Joachim Walde · NSZK                                                            | 7951 pont |

### Női
| Versenyszám   | Arany                                                                         | Arany     | Ezüst                                                                   | Ezüst     | Bronz                                                                                        | Bronz     |
| ------------- | ----------------------------------------------------------------------------- | --------- | ----------------------------------------------------------------------- | --------- | -------------------------------------------------------------------------------------------- | --------- |
| 100 m         | Renate Stecher · NDK                                                          | 11,40     | Ingrid Mickler · NSZK                                                   | 11,50     | Elfgard Schittenhelm · NSZK                                                                  | 11,50     |
| 200 m         | Renate Stecher · NDK                                                          | 22,70     | Balogh Györgyi · Magyarország                                           | 23,20     | Irena Szewińska · Lengyelország                                                              | 23,30     |
| 400 m         | Helga Seidler · NDK                                                           | 52,10     | Inge Bödding · NSZK                                                     | 52,90     | Ingelore Lohse · NDK                                                                         | 52,90     |
| 800 m         | Vera Nikolić · Jugoszlávia                                                    | 2:00,00   | Pat Lowe · Nagy-Britannia                                               | 2:01,70   | Rosemary Stirling · Nagy-Britannia                                                           | 2:02,10   |
| 1500 m        | Karin Burneleit · NDK                                                         | 4:09,60   | Gunhild Hoffmeister · NDK                                               | 4:10,30   | Ellen Tittel · NSZK                                                                          | 4:10,40   |
| 100 m gát     | Karin Balzer · NDK                                                            | 12,94     | Annelie Ehrhardt · NDK                                                  | 13,00     | Teresa Sukniewicz · Lengyelország                                                            | 13,20     |
| 4x100 m váltó | NSZK · Elfgard Schittenhelm · Inge Helten · Annegret Irrgang · Ingrid Mickler | 43,30     | NDK · Karin Balzer · Renate Stecher · Petra Vogt · Ellen Stropahl       | 43,60     | Szovjetunió · Lyudmila Zharkova · Galina Bukharina · Marina Sidorova · Nadezhda Besfamilnaya | 44,50     |
| 4x400 m váltó | NDK · Rita Kühne · Ingelore Lohse · Helga Seidler · Monika Zehrt              | 3:29,30   | NSZK · Annette Rückes · Christel Frese · Hildegard Falck · Inge Bödding | 3:33,00   | Szovjetunió · Raissa Nikaronova · Vera Popkova · Nadezhda Kolesnikova · Nadezhda Chistyakova | 3:34,10   |
| Magasugrás    | Ilona Gusenbauer · Ausztria                                                   | 187 cm    | Cornelia Popescu · Románia                                              | 185 cm    | Barbara Inkpen · Nagy-Britannia                                                              | 185 cm    |
| Távolugrás    | Ingrid Mickler · NSZK                                                         | 676 cm    | Meta Antenen · Svájc                                                    | 673 cm    | Heide Rosendahl · NSZK                                                                       | 666 cm    |
| Gerelyhajítás | Daniela Jaworska · Lengyelország                                              | 61,00 m   | Ameli Koloska · NSZK                                                    | 59,40 m   | Ruth Fuchs · NDK                                                                             | 59,16 m   |
| Diszkoszvetés | Faina Melnyk · Szovjetunió                                                    | 64,22 m   | Liesel Westermann · NSZK                                                | 61,68 m   | Lyudmila Muravyova · Szovjetunió                                                             | 59,48 m   |
| Súlylökés     | Nadezhda Chizhova · Szovjetunió                                               | 20,16 m   | Marita Lange · NDK                                                      | 19,25 m   | Margitta Gummel · NDK                                                                        | 19,22 m   |
| Ötpróba       | Heide Rosendahl · NSZK                                                        | 4675 pont | Burglinde Pollak · NDK                                                  | 4638 pont | Margrit Herbst · NDK                                                                         | 4570 pont |